# Brzozie (powiat Brodnicki)
Brzozie is een dorp in het Poolse woiwodschap Koejavië-Pommeren, in het district Brodnicki. De plaats maakt deel uit van de gemeente Brzozie en telt 940 inwoners.